# Phare de Finnvær
Le phare de Finnvær (en norvégien : Finnvær fyr) est un phare côtier de la commune de Frøya, dans le comté et la région de Trøndelag (Norvège). Il est géré par l'administration côtière norvégienne (en norvégien : Kystverket).

## Histoire
La station est située sur l'île de Valøya de l'archipel de Froan en mer de Norvège, qui se trouve à environ 25 km au nord-est du phare de Vingleia.
Le premier phare a été mis en service en 1912. C'était maison-phare dont la tour carrée en bois de 15 mètres est attachée à la maison. Il était peint en blanc avec un toit rouge. Il a été fermé en 1985 lorsqu'une nouvelle tour a été construite à côté de lui. C'est un phare automatique dont le feu est alimenté à l'énergie solaire.

## Description
Le phare actuel  est une tourelle cylindrique en béton de 10 mètres de haut, avec une galerie et lanterne. La tourelle est peinte en blanc, avec deux bandes noires, et le dôme de la lanterne est rouge. Il se trouve à proximité des maisons de gardien et de l'ancienne maison-phare. Son feu isophase émet, à une hauteur focale de 18 mètres, un long éclat blanc, rouge et vert selon différents secteurs toutes les 8 secondes. Sa portée nominale est de 10 milles nautiques (environ 19 km) pour le feu blanc, 7.5 pour le feu rouge et 7 pour le feu vert.
Identifiant : ARLHS : NOR-416 ; NF-4710 - Amirauté : L1544 - NGA : 8160 .

## Caractéristique dufeu maritime
Fréquence : 8 secondes (WRG)
- Lumière : 4 secondes
- Obscurité : 4 secondes

### Lien connexe
- Liste des phares de Norvège